# Diecéze abiddská
Diecéze abiddská byla antická diecéze v římské provincii Byzacena v severní Africe, která měla sídlo v Abiddě v dnešním Tunisku. Později zanikla a teprve v roce 1933 ji papež Pius XI. obnovil jako titulární diecézi římskokatolické církve.

## Titulární biskupové
| jméno                     | úřad                                                            | od                | do              |
| ------------------------- | --------------------------------------------------------------- | ----------------- | --------------- |
| Wilhelm Josef Duschak SVD | apoštolský vikář calapanského apoštolského vikariátu (Filipíny) | 12. července 1951 | 5. května 1997  |
| Peter Louis Cakü          | pomocný biskup kengtungské diecéze (Myanmar)                    | 20. května 1997   | 2. října 2001   |
| Mario Aurelio Poli        | pomocný biskup arcidiecéze Buenos Aires (Argentina)             | 8. února 2002     | 24. června 2008 |
| Carlos Suárez Cázares     | pomocný biskup morelijské arcidiecéze (Mexiko)                  | 4. listopadu 2008 |                 |